# Vom Kriege

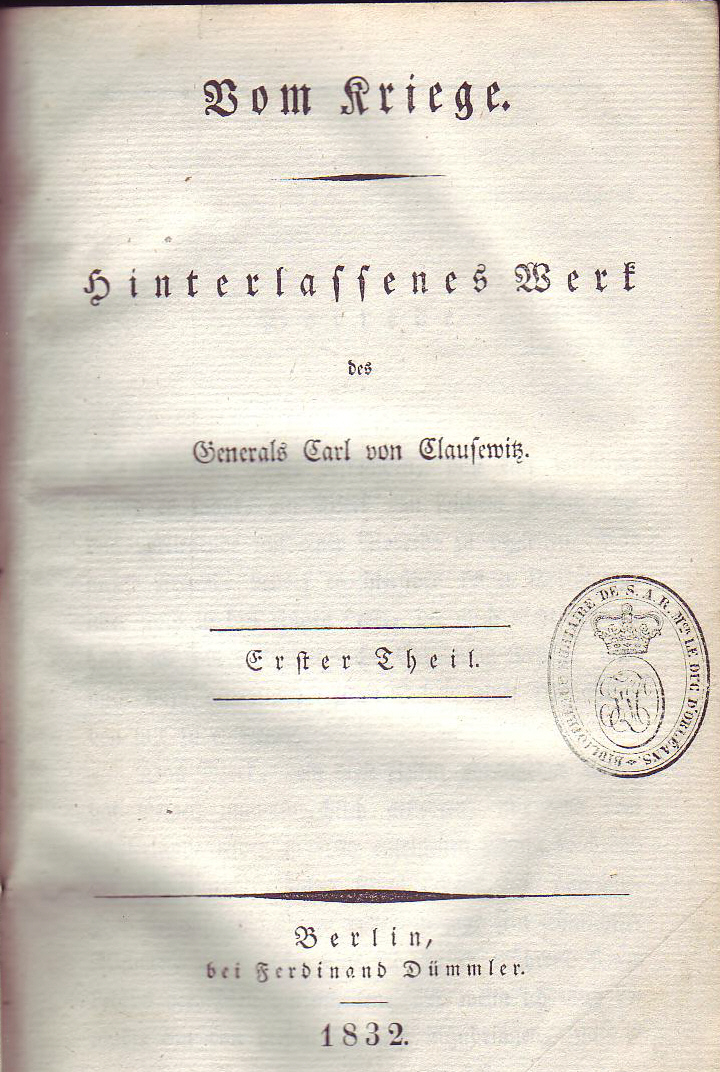
Titelpagina van Vom Kriege

Vom Kriege (Over de oorlog) van Carl von Clausewitz (1780-1831) is een van 's werelds meest invloedrijke politiek-militair-strategische boekwerken.
Vom Kriege was niet het eerste noch het enige geschrift over het verschijnsel oorlog en oorlogsvoering. Het oudste overgeleverde boek over oorlogsvoering van Sun Tzu dateert van rond 500 voor Christus. De Bijbel en de Koran, Aristoteles, Heraclitus, in de antieke oudheid, de Heilige Augustinus, Thomas van Aquino in de middeleeuwen hadden aandacht voor oorlog en oorlogsvoering. Meerdere tijdgenoten van Von Clausewitz zoals Antoine-Henry Jomini theoretiseerden over oorlogsvoering.
Vom Kriege is ongetwijfeld wel de belangrijkste poging in de geschiedenis van de westerse wereld om de inhoudelijke dynamica van het verschijnsel oorlog te doorgronden. Vom Kriege van Von Clausewitz was wereldwijd aanleiding tot een stroom beschouwende werken en commentaren.
Ook Adolf Hitler en Karl Marx, democraten en krijgsheren, elke generatie heeft het gelezen op de een of andere manier en vaak selectief.
Vom Kriege is ontstaan in het begin van de negentiende eeuw. Het is een lijvig werk, veelvuldig vertaald, het geheel is onaf, moeilijk correct te begrijpen, vatbaar voor uiteenlopende interpretaties.:18 De paragrafen over het verband tussen oorlog en politiek bevatten stellingen over strategische en tactische concepten, hadden een invloed op twintigeeuwse en recente oorlogen, staan nog altijd in de belangstelling en kunnen invloed hebben op de toekomst.

## Ontstaansgeschiedenis
Carl von Clausewitz was een Pruisisch generaal met oorlogservaring en directeur van de Algemeine Berliner Kriegsschule. Na zijn overlijden nam zijn weduwe, gravin Marie Sophie von Brühl, het initiatief een deel van zijn talrijke onvoltooide en onafgewerkte nagelaten manuscripten te publiceren onder de titel Hinterlassenes Werk des Generals Carl von Clausewitz über Krieg und Kriegsführung (1832-1837). (Nederlands: Nagelaten werken van Generaal Carl von Clausewitz over oorlog en oorlogsvoering):66 e.v.

## Beschrijving
Er bestaat geen definitief erkende uitgave van de geschriften van Von Clausewitz. Het gevolg is bibliografische verwarring. Een van de uitgaven is op internet geplaatst onder de titel Vom Kriege door het Clausewitz-Gesellschaft.
De uitgave beslaat acht boeken::68-69
- Het eerste boek Over de aard van de oorlog telt acht hoofdstukken. Het verscheen in 1832.
- Het tweede boek Over de theorie van de oorlog verscheen in 1833. Het telt zes hoofdstukken.
- Het derde boek Over de strategie in het algemeen verscheen in 1834. Het telt achttien hoofdstukken.
- Het vierde boek Het gevecht telt veertien hoofdstukken.
- Het vijfde boek De strijdkrachten telt achttien hoofdstukken.
- Het zesde boek De verdediging telt dertig hoofdstukken. Het is het meest omvangrijke.
- Het zevende boek De aanval telt eenentwintig hoofdstukken. Het is het minst uitgewerkte.[3]:76
- Het achtste boek Oorlogsvoering telt negen hoofdstukken.

Onder de titel Vom Kriege werden historische uitgaven gepubliceerd van een inleidend deel en de acht boeken. Onder de titel Vom Kriege werden en worden ook uitgaven gepubliceerd van alleen de acht boeken.,:16 Onder de titel Vom Kriege werden en worden ook uitgaven gepubliceerd van alleen de eerste drie boeken.
De eerste drie boeken zijn samen een theoretische veralgemenende studie van het verschijnsel oorlog waarin de meest essentiële denkbeelden van de schrijver tot uitdrukking worden gebracht.
Boek drie en vier en vijf beschrijven en bespreken historische veldtochten en veldtochten waaraan Von Clausewitz tijdens de Napoleontische oorlogen in 1796, 1799, 1812 en 1815 deelnam.

## Vom Kriegebegrijpend lezen
De onafgewerkte staat van het werk, de denkwijze van Von Clausewitz, de gebruikte taal en de vertalingen maken een eenduidig begrip van Vom Kriege onmogelijk.

### Onaf boekwerk
De geschriften van Von Clausewitz waren ontstaan in de loop van een lang en moeizaam proces van schrijven, herlezen, herschikken, herzien, hertalen. De boeken bevinden zich in verschillende stadia van ontwikkeling. Als geheel zijn ze onafgewerkt, met herhalingen, niet consequent taalgebruik, niet consistent, zichzelf tegensprekend.:28
De acht boeken behandelen de uiteenlopende onderwerpen, oorlog, strategie, het gevecht, op verschillende wijze.
In de eerste drie boeken benadert hij ze theoretisch, filosofisch.:84 In de volgende boeken beschrijft en becommentarieert hij historische of recente zelfbeleefde oorlogen.:16 Zijn commentaar en overwegingen daarbij zijn alleen toepasselijk op de beschreven concrete situaties.
Dat leidt licht tot fout begrijpen wanneer de lezer plaats- en tijdgebonden uitspraken van Von Clausewitz voor algemeen geldig houdt en ernaar verwijst als behorend tot “Vom Kriege.

### Dialectische denkwijze
Von Clausewitz benadert de problemen theoretisch, op dialectische of Hegeliaanse denkwijze. Een thesis wordt geformuleerd, vervolgens een antithese en ten slotte een synthese. De twee eerste stappen van die redenering worden licht verward met de laatste die de enige is die Von Clausewitz’ overtuiging weergeeft. Door zijn dood zijn dergelijke betogen onvoltooid gebleven en nadien door bijvoorbeeld Raymond Aron ten einde gevoerd.:21

### Taal en vertalingen
De oorspronkelijke Duitse teksten waren voor vele geïnteresseerden niet direct toegankelijk. Vandaar dat een groot aantal vertalingen verschenen. Op 11 november 1846 al verscheen de eerste Nederlandse vertaling. De vertaler was E.H. Brouwer, bibliothecaris van de Koninklijke Militaire Academie (KMA). In de jaren 1849 tot 1851 werd het boek in het Frans vertaald door een Belgische artillerieofficier Jean B. Neuens.:14
De eerste Engelse vertaling door Colonel J.J. Graham dateert van 1873.:15
In 1968 verscheen een Penguin-vertaling door Anatol Rapoport.
In 1989 verscheen een nieuwe vertaling in het Engels van Michael Eliot Howard en Peter Paret, de Princeton-vertaling.

## Bekende stellingen
Een aantal algemeen bekende en aan Vom Kriege toegeschreven stellingen hadden invloed op oorlogen in de negentiende en twintigste eeuw tot op de dag van vandaag. 
- Oorlog is een daad van geweld om zijn wil op te dringen.
- De verdediging is superieur in verhouding tot de aanval.
- Doorslaggevende middelen en resultaten verdienen altijd de voorkeur.
- Om succesvol oorlog te voeren is eenheid vereist tussen de drie elementen die er bij betrokken zijn: het leger, de regering en het volk.
- Oorlogshandelingen spelen zich af in een mistige, goeddeels onbekende omgeving.
- Een oorlog is een dynamische onstabiele interactie van emoties, toevalligheden en berekening en kan bijgevolg vele kanten uit.

## Oorlog en politiek
Het eerste hoofdstuk van het eerste boek en het laatste boek gaan over de relatie tussen oorlog en politiek. De visie van Von Clausewitz wordt samengevat in de courant geciteerde uitspraak: oorlog is de voortzetting van de politiek met andere middelen.
Die uitspraak kan verstaan worden als een aansporing tot oorlog als laatste machtsmiddel wanneer de gebruikelijke middelen van de buitenlandse politiek falen. Ze betekent ook dat de oorlog geen vanzelfsprekend middel is waartoe de politicus snel zijn toevlucht mag nemen om politieke doelen te bereiken. De uitspraak houdt in dat politici de doelen van een oorlog moeten vastleggen. De legers moeten ze bereiken.
Uit zijn visie op de relatie tussen oorlog en politiek volgt ook het duidelijk onderscheid dat Von Clausewitz maakt tussen het politiek-strategische niveau, het operationeel-strategische niveau en tactiek. Strategie waardeerde Von Clausewitz als een kunst. Tactiek is een zaak van kunde, kennis, techniek.
Tijdens de laatste jaren van de Eerste Wereldoorlog draaide Erich Ludendorff de visie van Von Clausewitz om: het concept van de totale oorlog betekent impliciet dat heel de natie, met andere woorden de politiek, de oorlog moet dienen.:23
Strachan wijst erop dat, meer dan een voortzetting van politiek met andere middelen, oorlog onherroepelijk zijn eigen dynamiek schept, vaak met gewijzigde politiek als gevolg.

## Vom Kriegeen deEersteenTweede Wereldoorlog

### Duitsland
Moltke de oudere begreep, ten onrechte, Vom Kriege als zou strategie uitsluitend de militair aangaan. Strategie betekende voor Moltke de legers aan te sturen om ze op de plaats van het gevecht te laten samenkomen. Politiek zou alleen aan het begin en aan het eind van een conflict doorslaggevend zijn. In dezelfde interpretatie had de Duitse generale staf in de jaren voor de Eerste Wereldoorlog gekozen voor een strategie van vernietiging, dat wil zeggen op het slagveld een beslissende overwinning behalen die het politiek resultaat zou bepalen. In de aanloop naar de Tweede Wereldoorlog koos Duitsland andermaal voor dezelfde strategie. Het Duitse militaire denken leverde Duitsland in de twee wereldoorlogen uiteindelijk geen succes op. Het is uitgelopen op klinkende nederlagen.:15-18

### Frankrijk
Von Clausewitz schonk in de beschrijving van de Napoleontische oorlogen aandacht aan de vragen van moreel, moed en wil. Onder invloed van de algemene culturele stroming in de 19de eeuw, gekend als de romantiek, ontaardden in Frankrijk bedenkingen over die kwesties in de doctrine van het offensive à l’outrance. De latere maarschalk Ferdinand Foch achtte morele krachten en wilskracht van cruciaal belang voor de overwinning. Volgens hem streven beide partijen naar superioriteit in dat opzicht. Een leger is bijgevolg slechts verslagen zodra zowel het materieel als het moreel vernietigd zijn. Om de vijand te verslagen moet dus slag geleverd worden. Die doctrine leidde tijdens de Eerste Wereldoorlog tot herhaalde massale aanvallen en enorme verliezen.:18-19

### Groot-Brittannië
In de lezingen die hij in 1932-1933 in Cambridge hield, verweet de Engelse historicus Basil Liddell Hart Von Clausewitz de slachtingen van de Eerste Wereldoorlog. Diens verkeerd begrepen zwaarwichtige betogen lagen volgens hem aan de basis ervan.:20

### Rusland
De Russen achtten het op Von Clausewitz gebaseerde Duitse militaire denken verantwoordelijk voor de twee wereldoorlogen. Na de dood van Jozef Stalin (1953) betoogden ze dat de oorlog een instrument is van politiek, dat politiek oorlog initieert, de doelen ervan vaststelt en de strategie bepaalt.:24-26

## Hedendaagse betekenis en relevantie
Recente conflicten zoals de koude oorlog, de oorlog in Vietnam, de gebeurtenissen in Joegoslavië, de Irakoorlog waren beïnvloed door en werden geanalyseerd aan de hand van het onderscheid dat Von Clausewitz maakt tussen het veiligheidsbeleid van de staat, operationele planning en tactiek.
De omstandigheden zijn dramatisch veranderd sedert de eerste publicatie van de Nagelaten werken. Gewapende conflicten treden tegenwoordig niet alleen op tussen staten zoals Von Clausewitz ze kende. Er doen zich nu ook conflicten voor binnen staten (burgeroorlogen), tussen staten en partijen die geen staat zijn of zelfs geen staat vertegenwoordigen. Conflicten worden nu uitgevochten door een andere soort legers met andere methodes zoals guerrilla en terrorisme. De partijen in die oorlogen streven soms niet politieke doelen na. Criminele organisaties gebruiken de oorlog als ideale omgeving voor hun activiteiten.
Het boekwerk was altijd al onvolledig af en is dat nu nog meer. Het is eurocentrisch. Vloot en maritieme machtsmiddelen ontbreken. Het houdt vanzelfsprekend geen rekening met luchtstrijdkrachten, massavernietigingswapens en ontwikkelingen van de ruimtevaart.
Het is in de eerste plaats een poging tot generalisatie en doorgronden van het verschijnsel oorlog, het verwerven van een universeel inzicht.:176 Het is een boek over oorlog in het heden en de toekomst zoals Von Clausewitz ze zag.
Het moet dus omzichtig gebruikt worden. Niemand kan het monopolie opeisen van wijsheid in interpretatie van Vom Kriege. Vom Kriege moet gelezen worden met inachtname van de context waarin het geproduceerd werd: de persoon van Von Clausewitz, zijn ervaringen en de tijd.
Het is geen krijgsschoolhandboek voor het ontwerpen en leiden van militaire operaties.:22
Het blijft zijn waarde behouden als een waardevolle bron van inzicht in zaken van overwinning of nederlaag in een oorlog. De onvoltooide staat van het werk liet en laat de deur open voor alle mogelijke interpretaties, maar is ook een stimulans geweest voor het militair denken en is dat nog altijd.:29

## Vertalingen
- Over de oorlog, trad. Hans Hom, Het Wereldvenster, 1982 (eerste drie van de acht boeken)
- On War, ed. trad. Michael Eliot Howard en Peter Paret, 1989 (herziene editie 2008)
- Over den oorlog, trad. E.H. Brouwer, 2 dln., Breda, Broese, 1846